# آدم بوهلر
آدم سيث بوهلر (بالإنجليزية: Adam Seth Boehler)‏ (/ˈboʊlər/ 23 يونيو 1973) هو رجل أعمال أمريكي يهودي ومسؤول حكومي يعمل مبعوث للولايات المتحدة لشؤون الرهائن وقد منحه الرئيس دونالد ترامب رتبة سفير. تم ترشيحه أيضًا لمنصب المبعوث الرئاسي الخاص لشؤون الرهائن (SPEHA). وهو يشغل حاليا منصب الرئيس التنفيذي لشركة روبيكون فاندرز Rubicon Founders، وهي شركة استثمار في مجال الرعاية الصحية مقرها في ناشفيل. وهو مؤسس شركة Landmark Health.
شغل سابقًا منصب الرئيس التنفيذي الأول لمؤسسة تمويل التنمية الدولية الأمريكية من 2019 إلى 2021، ومدير مركز الابتكار في الرعاية الطبية والرعاية الطبية، بالإضافة إلى منصب المستشار الأول للتحول القائم على القيمة لوزير الصحة والخدمات الإنسانية أليكس عازار ونائب مدير مراكز الرعاية الطبية والخدمات الطبية. انضم إلى CMS في أبريل 2018.

## الحياة المبكرة والتعليم
وُلِد بوهلر في ألباني، نيويورك في 23 يونيو 1973 لعائلة يهودية. والد بوهلر هو طبيب. تخرج بوهلر بتقدير امتياز مع مرتبة الشرف من كلية وارتون بجامعة بنسلفانيا في عام 2000. كان زميل في السكن الصيفي لجاريد كوشنر، والذي عمل معه لاحقًا في فريق تنسيق اختبارات كوفيد-19 أثناء دراسته الجامعية، عمل بوهلر لمدة صيف في لجنة المالية والضرائب، وهي وكالة حكومية يديرها برلمان جنوب أفريقيا.

## بداية حياته المهنية
بدأ بوهلر مسيرته المهنية في Battery Ventures، وهي شركة رأس مال استثماري في مجال التكنولوجيا تركز على الاستثمارات في البرمجيات والتقنيات الناشئة.  وكان أيضًا شريك تشغيلي في Francisco Partners، وهي شركة عالمية للاستثمار الخاص مقرها في سان فرانسيسكو تركز على الرعاية الصحية. أسس شركة Avalon Health Solutions وكان رئيس لها، وهي شركة تقدم خدمات إدارة فوائد المختبرات. 
في السابق، كان بوهلر مؤسسًا ورئيسًا تنفيذيًا لشركة Accumen، وهي شركة تقدم خدمات إدارة المختبرات لأنظمة الرعاية الصحية. قبل الانضمام إلى CMS، كان بوهلر مؤسس ومدير تنفيذي لشركة Landmark Health، أكبر مزود للرعاية الطبية المنزلية في البلاد.  اشترت United Health Group شركة Landmark مقابل 3.5 مليار دولار في عام 2021. 

## حكومة الولايات المتحدة (2018–2021)

### مركز الابتكار في الرعاية الطبية والرعاية الطبية
تم تعيين بوهلر مدير لمركز ابتكار الرعاية الطبية والرعاية الطبية في وزارة الصحة والخدمات الإنسانية الأمريكية (HHS) في أبريل 2018.  أثناء عمله في وزارة الصحة والخدمات الإنسانية، شغل بوهلر أيضًا منصب المستشار الأول للتحول القائم على القيمة لوزير الصحة والخدمات الإنسانية أليكس عازار.
خلال فترة عمله في CMMI، أطلق بوهلر 16 نموذجًا للدفع  مصممًا لتسريع تحول الرعاية الصحية في الولايات المتحدة إلى مدفوعات تعتمد على القيمة بدلاً من الرسوم مقابل الخدمة.  أطلق سلسلة من النماذج التي تركز على تمكين أطباء الرعاية الأولية  بالإضافة إلى تحويل رعاية الكلى في جميع أنحاء الولايات المتحدة. 
خلال أزمة كوفيد-19، قاد بوهلر فرقًا ركزت على توسيع نطاق الاختبارات، وتوفير معدات الوقاية الشخصية الأساسية، وضمان وجود أجهزة تنفس اصطناعي كافية لسكان الولايات المتحدة (ومساعدة البلدان الناشئة المحتاجة في نهاية المطاف). كان بوهلر أحد الأعضاء المؤسسين لمجلس إدارة عملية السرعة القصوى. في 14 مايو 2020، وقع رئيس الولايات المتحدة على أمر تنفيذي يفوض سلطات قانون الإنتاج الدفاعي لشركة بوهلر، ويتعهد بإنتاج اللقاحات المختلفة قيد الدراسة قبل موافقة إدارة الغذاء والدواء على توسيع إمدادات اللقاحات المحلية.

### مؤسسة التمويل التنموي الدولي
في 10 يوليو 2019، أعلن رئيس الولايات المتحدة عن نيته ترشيحه لمنصب الرئيس التنفيذي لمؤسسة التمويل الإنمائي الدولية الأمريكية التي تم تشكيلها حديثًا حينها، وهي وكالة حكومية تم تشكيلها من خلال قانون الاستخدام الأفضل للاستثمارات المؤدية إلى التنمية (BUILD) كدمج لمؤسسة الاستثمار الخاص الخارجي وهيئة الائتمان التنموي التابعة للوكالة الأمريكية للتنمية الدولية (USAID) في كيان واحد. تلقى مجلس الشيوخ الترشيح في 22 يوليو 2019، وتم تأكيده بالإجماع بالتصويت الصوتي في 26 سبتمبر 2019.
خلال فترة عمله في مؤسسة التمويل والتنمية، ساعد بوهلر في صياغة أمر تنفيذي استجابةً لجائحة كوفيد-19، والذي وسع نطاق مؤسسة التمويل والتنمية ليشمل المشاريع المحلية - وهو ما يمثل انفصالاً عن تفويضها الصادر عن الكونجرس، والذي ركز على تمويل المشاريع في العالم النامي. كان أول قرض محلي لمؤسسة التمويل والتنمية بقيمة 765 مليون دولار لشركة كوداك بهدف تحويل شركة التصوير الفوتوغرافي إلى شركة أدوية. ولم يجد تحقيق أجراه مكتب المفتش العام لمؤسسة التمويل والتنمية أي دليل على وجود تضارب في المصالح بين موظفي مؤسسة التمويل والتنمية فيما يتعلق بالقرض، ولم يجد أي "دليل على سوء السلوك من جانب مسؤولي مؤسسة التمويل والتنمية".

#### مبادرة البحار الثلاثة
دعت مؤسسة التمويل الدولية تحت قيادة بوهلر بشكل علني إلى استثمار 300 مليون دولار في صندوق استثمار مبادرة البحار الثلاثة لتعزيز أمن الطاقة في دول أوروبا الشرقية ومواجهة النفوذ الروسي.   

#### صربيا/كوسوفو
تحت قيادة بوهلر، وقعت مؤسسة تمويل التنمية وبنك التصدير والاستيراد للولايات المتحدة رسائل اهتمام مع صربيا وكوسوفو للمساعدة في تمويل المشاريع المحددة بموجب اتفاقية توسطت فيها الولايات المتحدة لتعزيز التعاون الاقتصادي والتنمية بين كوسوفو وصربيا. وقع الرئيس الصربي ألكسندر فوسيتش ورئيس وزراء كوسوفو عبد الله هوتي الاتفاقية في 4 سبتمبر 2020 في واشنطن.

#### أفغانستان
رافق بوهلر السفير خليل زاد في المفاوضات مع طالبان في سلسلة من الاجتماعات التي عقدت في قطر، حيث ناقش إمكانية الاستثمار المشترك في أفغانستان من خلال صندوق قطر للتنمية، وروج للالتزام بالسلام لإعطاء الأولوية للنمو الاقتصادي في أفغانستان.   

#### جنوب شرق آسيا
التقى بوهلر برؤساء الدول في فيتنام وإندونيسيا لمناقشة الاستثمارات في الطاقة والبنية التحتية. كما قاد آخر وفد أمريكي للقاء مستشارة الدولة أون سان سو تشي قبل اعتقالها وسجنها من قبل الجيش في ميانمار في 1 فبراير 2021.
ومن بين الاستثمارات الأولى التي قامت بها مؤسسة تمويل التنمية كانت استثمارًا بقيمة 54 مليون دولار في صندوق الاستثمار والبنية التحتية الوطني في الهند، واستثمار مباشر في شركة التجارة الإلكترونية الهندية FreshToHome، وأكثر من 200 مليون دولار في الطاقة الشمسية.

#### أمريكا الجنوبية وأمريكا اللاتينية
التقى بوهلر بزعماء دول في مختلف أنحاء المنطقة، بما في ذلك منطقة البحر الكاريبي، وكولومبيا،  والإكوادور، والسلفادور، وغواتيمالا، وهندوراس، وزعيم المعارضة الفنزويلية خوان غوايدو. أشار التقرير السنوي لمؤسسة تمويل التنمية لعام 2020 إلى أن القروض المقدمة للشركات الصغيرة والمتوسطة المملوكة أو التي تقودها النساء بلغت حوالي مليار دولار في جميع أنحاء أمريكا اللاتينية.
قام الرئيس الكولومبي إيفان دوكي وبوهلر بصياغة خطة اقتصادية لمعالجة نمو زراعة الكوكايين في كولومبيا.    أعلنت مؤسسة تمويل التنمية الدولية عن استثمارات تجاوزت مليار دولار في أكثر من 30 مشروعًا في كولومبيا عبر قطاعات البنية التحتية والمالية في أواخر عام 2020. 

### مواجهة مبادرة الحزام والطريق الصينية
- الإكوادور: قاد بوهلر المفاوضات مع الرئيس الإكوادوري لينين مورينو مما أدى إلى اتفاقية إقراض بقيمة 3.5 مليار دولار تسمح بالسداد المسبق للقروض المقدمة إلى الصين، في مقابل استبعاد الإكوادور لخدمات الاتصالات الصينية ومقدمي المعدات من شبكات اتصالات الجيل الخامس. [56] [57]

- اليونان: في يوليو 2020، وقعت مجموعة Onex المدعومة من DFC اتفاقية "مبدئية" لتولي إدارة أحواض بناء السفن Elefsis Shipyards، ثاني أكبر حوض بناء سفن في اليونان.[58] استمرت جهود الاستثمار في أحواض بناء السفن التي بدأها بوهلر في اليونان لمواجهة مبادرة الحزام والطريق الصينية بعد ولايته.[59][60][61]
- افريقيا: التقى بوهلر في نوفمبر 2019 مع رئيس وزراء إثيوبيا ورئيسها ووزراء المالية لمناقشة دعم مبادرات الإصلاح المتعلقة بالأهداف التنموية للبلاد.[62][63][64] ومن خلال المجلس الأطلسي، انخرطت مؤسسة تمويل التنمية مع العديد من الرؤساء الأفارقة الذين قدموا كمصدر بديل لتمويل مبادرة الحزام والطريق الصينية.[65]

### اتفاقيات إبراهيم

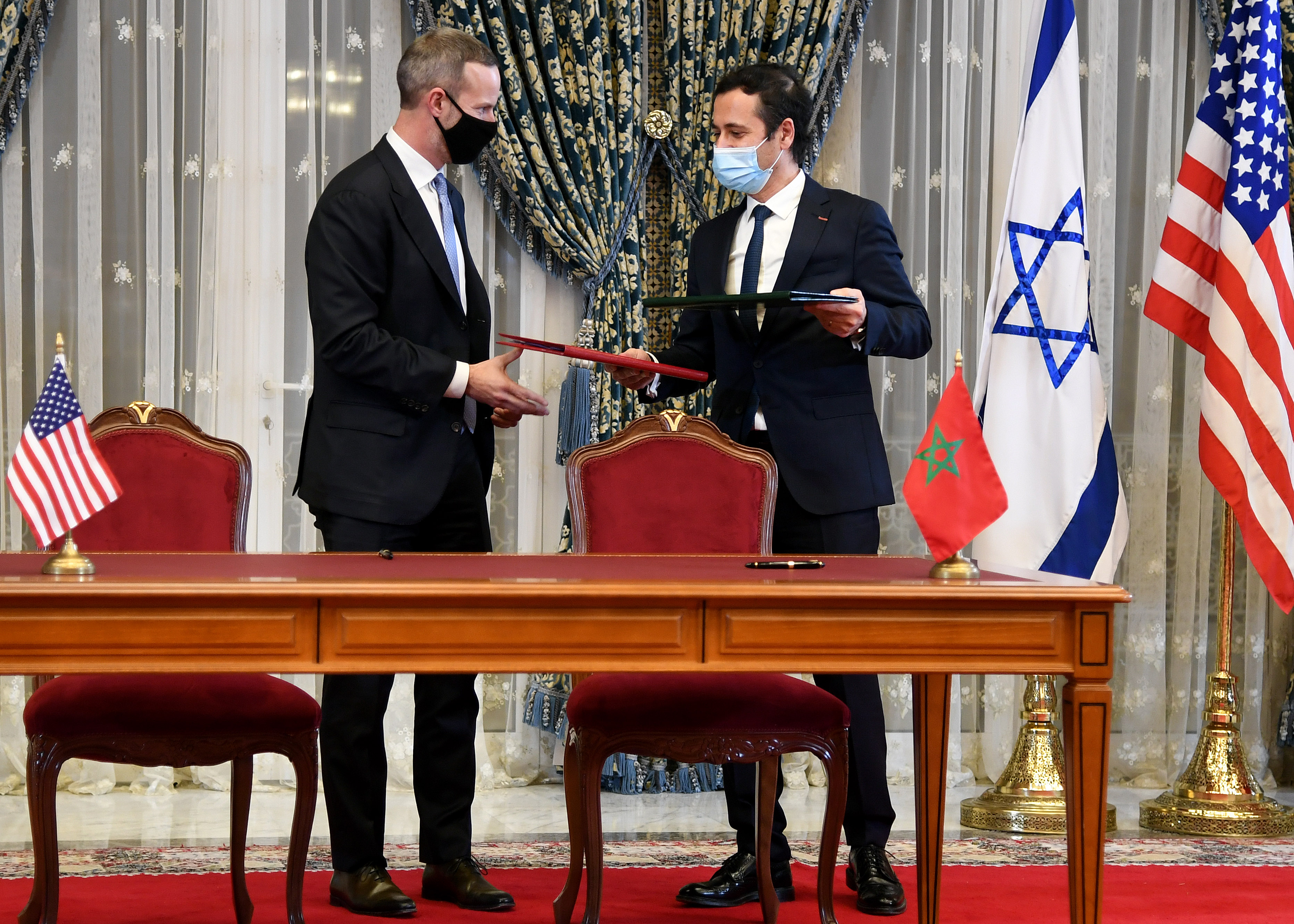
بوهلر مع مسؤولين مغاربة خلال زيارة وفد أمريكي إسرائيلي

كان بوهلر ضمن العديد من الوفود التي سافرت في عامي 2020 و2021 مع جاريد كوشنر إلى السعودية والإمارات العربية المتحدة وقطر والتي أسفرت في النهاية عن اتفاقيات إبراهيم،  بالإضافة إلى الاتفاق على حل الخلاف الخليجي.
كان بوهلر ضمن وفد رفيع المستوى إلى إسرائيل والمغرب لمناقشة اتفاقية التطبيع بين إسرائيل والمغرب، بالإضافة إلى وفد في أكتوبر 2020 مع وزير الخزانة ستيفن منوشين إلى إسرائيل والبحرين والإمارات لمناقشة التعاون الاقتصادي بموجب اتفاقيات إبراهيم. 

## ما بعد العمل الحكومي
عام 2021 أسس شركة استثمار في مجال الرعاية الصحية، Rubicon Founders، ومقرها في ناشفيل بولاية تينيسي. تركز الشركة على المعيشة لكبار السن وعلم الجينوم. وهو عضو في مجلس نصب الهولوكوست التذكاري بالولايات المتحدة وخدم سابقًا في مجلس إدارة المجلس الأطلسي.

## إدارة ترامب الثانية (2025–)
في 4 ديسمبر 2024، عيّن الرئيس الأمريكي دونالد ترامب بوهلر مبعوث رئاسي خاص لشؤون الرهائن. كشف موقع أكسيوس أن بوهلر والوفد الأمريكي كانا يجريان مفاوضات في قطر مع ممثلي حماس منذ يناير 2025 لتأمين إطلاق سراح آخر الرهائن الذين احتجزتهم المنظمة خلال هجمات 7 أكتوبر 2023. سرب رئيس الوزراء بنيامين نتنياهو ورجله المسؤول عن المحادثات، وزير الشؤون الاستراتيجية رون ديرمر، أن بوهلر أجرى محادثات مع حماس بهدف تأمين صفقة مؤقتة لإطلاق سراح الأسرى الأمريكيين؛ تجسست وحدة استخبارات الإشارات 8200 التابعة للجيش الإسرائيلي على الوفد الأمريكي. قال مسؤولون أمريكيون إن قيادة إسرائيل "انفجرت غضبًا" لمعرفة جهود بوهلر المزعومة وأنهم "يخشون أن يتضح" من لا يريد صفقة رهائن. أدار نتنياهو وديرمر "حملة مجنونة" لمنع الصفقة بين الولايات المتحدة وحماس. دافع بوهلر عن محادثاته المباشرة مع حماس، قائلاً إن الولايات المتحدة "ليست عميلة لإسرائيل".
بعد يومين من تسريب المحادثات الأمريكية، أفادت وسائل إعلام إسرائيلية رسمية بعزل بوهلر من إدارة مفاوضات إسرائيل وحماس. لكن مسؤولين أمريكيين أكدوا استمرار بوهلر في مساعدة جهود ستيف ويتكوف لتأمين إطلاق سراح الرهائن من غزة: "آدم بوهلر هو المبعوث الخاص لترامب وسيواصل عمله لإعادة جميع الأمريكيين إلى ديارهم من خلال نهج حكومي شامل. الرئيس ترامب يفي بوعده للأمريكيين وآدم ملتزم بأجندته". فُرضت المفاوضات المباشرة بين الولايات المتحدة وحماس على إسرائيل ولم يشارك ممثل نتنياهو في المحادثات في المحادثات التالية في قطر.

## الحياة الشخصية
يقيم بوهلر في ناشفيل بولاية تينيسي مع زوجته شيرا وأطفالهما الأربعة. كان يقيم سابقًا في نيو أورليانز.

## روابط خارجية
- مرات الظهور على سي-سبان